# Steffi Kriegerstein
Steffi Kriegerstein (ur. 3 listopada 1992) – niemiecka kajakarka. Srebrna medalistka olimpijska z Rio de Janeiro.
Zawody w 2016 były jej pierwszymi igrzyskami olimpijskimi. Medal zdobyła w kajakowej czwórce na dystansie 500 metrów. Osadę tworzyły również Franziska Weber, Sabrina Hering-Pradler i Tina Dietze. Na mistrzostwach świata wywalczyła cztery medale. Sięgnęła po złoto w kajakowej dwójce na dystansie 1000 metrów w 2015, srebro w 2017 w kajakowej czwórce na dystansie 500 oraz brąz w 2015 kajakowej dwójce na dystansie 200 metrów i w 2018 w kajakowej dwójce na dystansie 500 metrów. Była czterokrotną medalistką mistrzostw Europy (srebro w 2016 w K-2 500 m, brąz K-2 1000 m w 2014, K-4 500 m w 2016 oraz K-2 500 m w 2018).